# Annoville
Annoville är en kommun i departementet Manche i regionen Normandie i norra Frankrike. Kommunen ligger i kantonen Montmartin-sur-Mer som tillhör arrondissementet Coutances. År 2020 hade Annoville 641 invånare.

## Befolkningsutveckling
Antalet invånare i kommunen Annoville
| Referens: INSEE |